# Poppy J. Anderson
Pour les articles homonymes, voir Anderson et Bendel.
Poppy J. Anderson, pseudonyme de Carolin Bendel, née en 1983, est une historienne moderniste allemande, auteur de livres électroniques (e-books).